# گورستان گنچا
گورستان گِـنچا (رومانیایی: Cimitirul Ghencea) نام گورستانی در محلهٔ گِـنچا در شهر بخارست است. این گورستان دو بخش مجزا برای «شهروندان عادی» و «پرسنل نظامی» دارد.

## برخی از به‌خاک‌سپرده‌شدگان مشهور
- نیکلای چائوشسکو
- النا چائوشسکو
- ایلی وردت
- یولاندا بالاش
- آیمئی یاکوبسکو
- تمیستوکله پوپا